# Eugenio Dolfo
Eugenio Dolfo (Treviso, 23 giugno 1987) è un pallavolista italiano.

## Carriera
Alzatore di 196 cm d'altezza, cresce pallavolisticamente nella Sisley Volley, formazione in cui ha compiuto tutta la trafila delle categorie giovanili dal 1998 sino al 2007, vincendo una Boy League nel 2000 e due Junior League nel 2005 e 2006, dopo essere stato eletto anche miglior palleggiatore alle finali nazionali Under 15 nel 2001.
Nel finale della stagione 2006/07 è stato aggregato alla prima squadra della Sisley, vincendo anche la Coppa Italia della massima categoria al Datch Forum di Milano.
Successo ripetuto nella stagione 2007/08, ma in serie A2, quando con la maglia del BluVolley Verona ha conquistato prima la Coppa Italia e poi la promozione nella massima serie.
Nel giugno 2008 viene convocato per il collegiale della Nazionale Seniores B maschile a Verona.
Infine, dal dicembre 2008 sino a fine stagione veste la maglia di Forlì, compagine di serie A1 che gli ha concesso sprazzi di partita e ha permesso la messa in luce del giocatore.
Nella stagione 2009/10 veste la maglia dell'Edilesse Cavriago come vice palleggiatore, per poi spostarsi nella stagione successiva in terra sarda, nella formazione dell'Olimpia Sant'Antioco come palleggiatore titolare, dove rimarrà anche per la stagione 2011/2012.